# Commission scolaire Eastern Shores
La Commission scolaire Eastern Shores (en anglais : Eastern Shores School Board) est une commission scolaire anglophone desservant les régions administratives du Bas-Saint-Laurent, de la Côte-Nord et de la Gaspésie–Îles-de-la-Madeleine au Québec (Canada). Il s'agit de l'une des neuf commissions scolaires anglophones du Québec. Son siège social est situé à New Carlisle.

## Description
La Commission scolaire Eastern Shores compte au total seize établissements scolaires de niveau primaire et secondaire ainsi que cinq écoles d'éducation aux adultes et centres de formation professionnelle. À la rentrée scolaire 2017, il s'y compte un total de 1 097 élèves au secteur des jeunes ainsi que 197 élèves inscrits aux écoles pour adultes et professionnelles. 
Sur les seize écoles du secteur des jeunes, six sont de niveau primaire, trois de niveau secondaire et sept de niveau primaire et secondaire. 

## Établissements

### Écoles primaires
Voici la liste des six écoles primaires :
- Belle Anse Elementary (Barachois)
- Fermont (Fermont)
- Flemming Elementary (Sept-Îles)
- Gaspé Elementary (Gaspé)
- Shigawake - Port Daniel School (Shigawake)
- St. Patrick / St. Joseph (Chandler)

### Écoles secondaires
Voici la liste des trois écoles primaires :
- Evergreen High School (Chandler)
- Gaspé Polyvalente (Gaspé)
- Queen Elizabeth High (Sept-Îles)

### Écoles primaires et secondaires
Voici la liste des sept écoles primaires et secondaires :
- Baie Comeau High School (Baie-Comeau)
- Escuminac Intermediate (Escuminac)
- Grosse Isle School (Grosse-Île)
- Metis Beach (Métis-sur-Mer)
- New Carlisle High School (New Carlisle)
- New Richmond High School (New Richmond)
- Riverview (Port-Cartier)

### Écoles d'éducation aux adultes
Voici la liste de l'école d'éducation aux adultes :
- Northern Lights Centre (Sept-Îles)

### Écoles de formation professionnelle et d'éducation aux adultes
Voici la liste des écoles de formation professionnelle qui comprennent également un secteur d'éducation aux adultes :
- The Anchor Adult & Vocational Education Centre (New Carlisle)
- Grosse Isle Centre (Grosse-Île)
- Listuguj Mi'gmaq Development Centre (Listuguj)
- Wakeham Centre (Gaspé)